# Flora Ema Lotrič
Flora Ema Lotrič, slovenska pevka, * 18. januar 1995, Kranj.
Glasbeno pot je začela v otroštvu z igranjem klavirja in petjem v zboru, ure solo petja pa je začela obiskovati pri 15 letih. Leta 2011 se je prijavila na Misijo Evrovizijo, izbor slovenskega predstavnika na 57. Pesmi Evrovizije v Bakuju. Uspelo se ji je prebiti med prvo osmerico, na koncu pa je končala na 5. mestu. Kakšno leto po Misiji Evroviziji so jo trije člani Orleka povabili k projektu, ki so ga po njej poimenovali Flora & Paris. Leta 2014 so izdali album Jutranja rosa, naslednje leto pa je sodelovanje s skupino prekinila zaradi študijskih obveznosti na Dunaju (študij na tamkajšnji ekonomsko-poslovni univerzi Wirtschaftsuniversität Wien). Poleti 2016 se je udeležila programa West End on Demand v okviru poletne šole glasbenega gledališča (Musical Theatre Summer Academy) v Londonu. Od leta 2017 do 2019 je igrala glavno vlogo Vesne v muzikalu Vesna, ki je premiero doživel 7. junija 2017 v ljubljanskih Križankah. Igrala bo tudi v prvem slovenskem muzikalnem filmu Tim.
Maja 2018 je – pod imenom Flora – predstavila svojo prvo skladbo »Ta tvoj lepi nasmeh«, jeseni pa s »Pijana od ljubezni« nastopila na Popevki. Januarja 2019 je sledil »Mozaik«.
Zdaj sodeluje s Tinetom Lustekom v duetu Flora & Tine.

### Pesmi
- 2018: Ta tvoj lepi nasmeh
- 2018: Pijana od ljubezni − Popevka 2018
- 2019: Mozaik

Avtor glasbe vseh treh je Anže Langus Petrovič, pri zadnji je sodeloval tudi Žan Serčič. Besedilo za prvo je napisala Barbara Pešut, za zadnji dve pa Lotričeva sama.